# Platycercus eximius

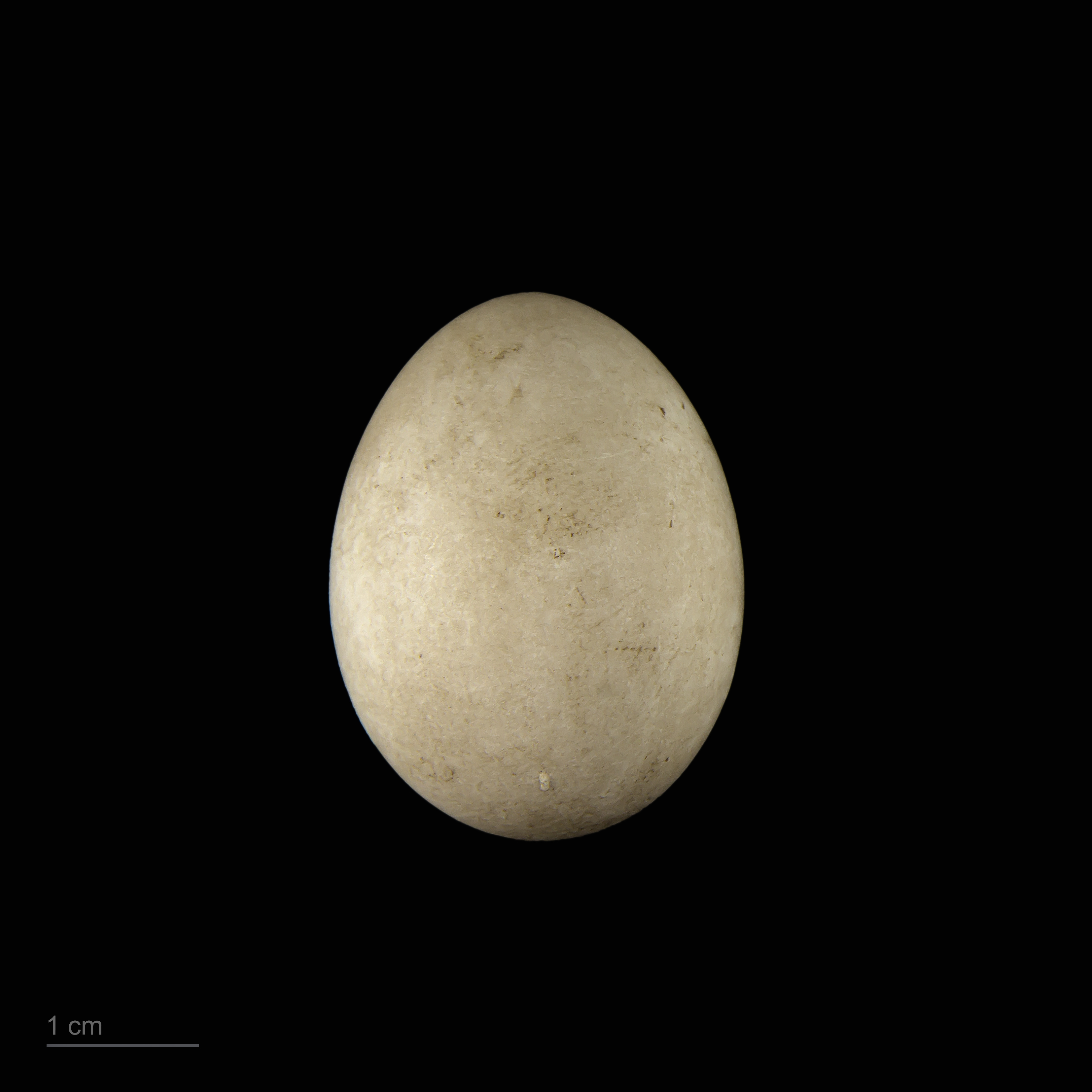
Platycercus eximius

La rosella orientale (Platycercus eximius (Shaw, 1792)) è un uccello della famiglia degli Psittaculidi.